# 世良徳寿
世良 徳寿（せら とくじゅ、1856年6月3日（安政3年5月1日） - 1934年（昭和9年）1月3日）は、日本の政治家、衆議院議員（1期）。

## 経歴
山口県出身。農業を営む。防長農工銀行頭取となる。
1898年の第4回衆議院議員総選挙において山口４区から自治党で立候補して時点で落選した。1902年の第7回衆議院議員総選挙において山口県郡部から立憲政友会公認で立候補して時点で落選した。1903年の第8回衆議院議員総選挙で当選した。衆議院議員を1期務め、1904年の第9回衆議院議員総選挙は不出馬。1934年に死去した。